# 安菲达玛斯
希腊神话中有以下六名名为安菲达玛斯的角色。
- 安菲达玛斯，亦作伊菲达玛斯[1]，阿琉斯（英语：Aleus）与克罗布勒（英语：Cleobule）之子，与其兄弟刻甫斯（英语：Cepheus）同列于阿尔戈英雄。[2]
- 安菲达玛斯，瑙西达姆之父。瑙西达姆为赫利俄斯育有一子，名为奥革阿斯。
- 安菲达玛斯，吕枯耳戈斯（英语：Lycurgus of Arcadia）之子。其母可能为克勒费勒（英语：Cleophyle）或欧律诺墨。安菲达马斯有一子为墨拉尼恩（英语：Melanion），一女为安提玛刻（英语：Antimache），后嫁与欧律斯透斯。[3]
- 安菲达玛斯，部西里斯（英语：Busiris）之子，埃及国王，与其父一同为赫拉克勒斯所杀。[4]
- 安菲达玛斯，克利托倪慕斯之父，在一场骰子游戏中为帕特罗克洛斯所杀。[3]
- 安菲达玛斯，藏在特洛伊木马中的战士之一。